# Natsjiki
Natsjiki (Russisch: Начики) is een plaats (posjolok) in het gemeentelijke district Jelizovski van de Russische kraj Kamtsjatka. De plaats bestaat uit 2 kleine afgescheiden nederzettingen aan beide zijden van de weg R-474 van Jelizovo naar de hoofdweg van Kamtsjatka, rond de instroom van de Oezdatsj in de rivier de Plotnikova (zijrivier van de Bystraja). De plaats ligt op 57 kilometer ten westen van Jelizovo en 87 kilometer ten noordwesten van Petropavlovsk-Kamtsjatski. In de plaats wonen 351 mensen (2007).
De plaats ligt in een gebied met een gematigd klimaat met koele zomers (gemiddelde temperatuur in juli: 12 °C) en koude winters (gemiddelde temperatuur in januari: -19 °C). Het gemiddelde jaarlijkse neerslaggemiddelde bedraagt 780 mm.

## Naam en geschiedenis
In de 18e eeuw bevond zich op 7 kilometers van de huidige plaats een ostrog aan de rivier, waarvan tojon (dorpshoofd) Naltsjiki Masjoerina heette. Naar hem werd de rivier vernoemd, waarna later het dorp naar de rivier vernoemd werd. De inmiddels opgeheven plaats Masjoera, die ooit en van de grootste van Kamtsjatka was, werd ook vernoemd naar deze man (de bevolking daarvan woont nu in Dolinovka).

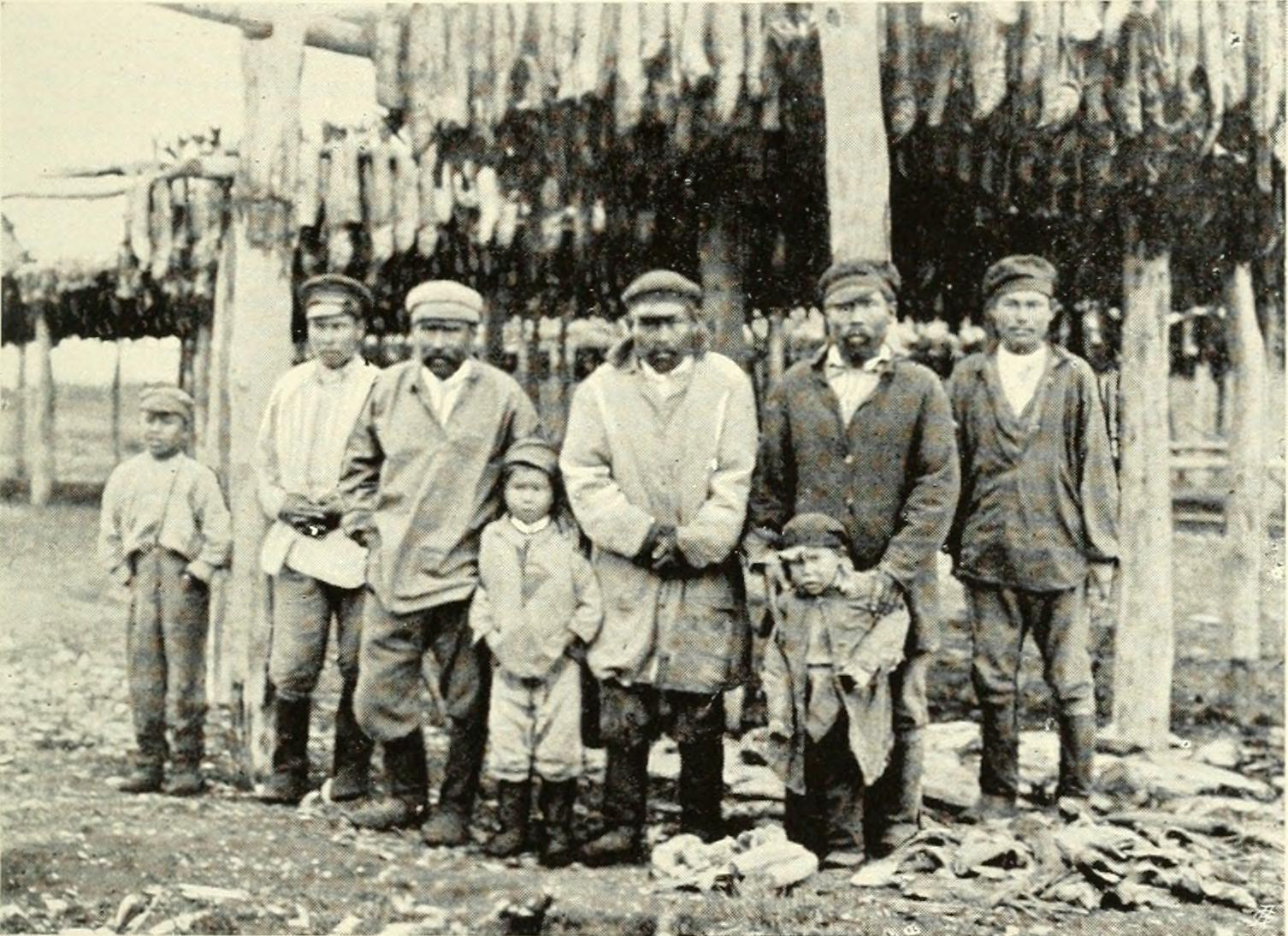
Natsjikis (1902)

Natsjiki was lange tijd een Itelmenenplaats. Toen Karl von Ditmar door Kamtsjatka trok tussen 1851 en 1855, schreef hij over Natsjiki dat er 28 arme mensen in 7 huizen woonden en dat een deel vanaf de westelijke kust naar de plaats waren gekomen. Ook schreef hij dat zich er verder 15 stuks vee en 3 paarden bevonden. Volgens de volkstelling van 1890 woonden er 46 mensen, waaronder 10 "jasakbetalers".
In 1950 werd op 2 kilometer ten noorden van de plaats, op de oostoever van de Plotnikova, het gelijknamige balneologische sanatorium opgericht. Hier, nabij het Nertsjinskmeer, bevinden zich thermische bronnen, met een temperatuur van ongeveer 83 °C.
Ten oosten van de plaats ligt de berg Zerkaltse Natsjikinskoje (936 meter). Ten noordwesten van de plaats ligt het dorp Sokotsj.
Bestuurlijk centrum: Jelizovo

Bereznjaki · Dalni · Dvoeretsje · Ganaly · Joezjnye Korjaki · Ketkino · Korjaki · Krasny · Kroetoberegovy · Lesnoj · Malka · Nagorny · Natsjiki · Nikolajevka · Novy · Paratoenka · Pinatsjevo · Pionerski · Razdolny · Severnye Korjaki · Sokotsj · Sosnovka · Svetly · Termalny · Voelkanny · Zeleny